# Fallceon eatoni
Fallceon eatoni is een haft uit de familie Baetidae. De wetenschappelijke naam van de soort is voor het eerst geldig gepubliceerd in 1934 door Kimmins.
De soort komt voor in het Nearctisch gebied.